# آلبنا
آلبنا (به لاتین: Albena) یک منطقهٔ مسکونی در بلغارستان است که در شهرستان بالچیک واقع شده‌است.